# 十里铺镇 (沙洋县)
十里铺镇，是中华人民共和国湖北省荆门市沙洋县下辖的一个乡镇级行政单位。

## 行政区划
十里铺镇下辖以下地区：
十里社区、龙坪村、金玉村、建阳村、白玉村、洋坪村、芦堰村、光华村、李河村、彭场村、石牛村、黎明村、九堰村、荷堰村、车坪村、白庙村、新桥村和王场村。